# Dengzhou
Dengzhou is een Chinees stadsarrondissement in de prefectuur Nanyang in de provincie Henan. De stad bevindt zich in het zuidwesten van de provincie, grenzend aan de provincies Hubei en Shaanxi. De stad ligt op gelijke afstand van de grotere steden Zhengzhou (in het noordoosten), Wuhan (in het zuidoosten) en Xi'an (in het noordwesten).
Bij de volkstelling van 2020 had de stad 534.993 inwoners.
De stad heeft een lange geschiedenis, en is de geboorteplaats van de historisch belangrijke arts Zhang Zhongjing uit de Han-dynastie, een verblijfplaats van de poëet Han Yu uit de Tang-dynastie, de senator Kou Zhun en de schrijver en politicus Fan Zhongyan, beide uit de Song-dynastie en de geboorteplaats van de hedendaagse schrijvers Yao Xueyin en Zhou Daxin.
Tot de toeristische trekpleisters horen het paviljoen Lan Xiu Ting, de pagode Fu Sheng en resten van de oude stadswal.